# 3400 Aotearoa
3400 Aotearoa è un asteroide della fascia principale. Scoperto nel 1981, presenta un'orbita caratterizzata da un semiasse maggiore pari a 1,9350580 UA e da un'eccentricità di 0,0987687, inclinata di 20,23133° rispetto all'eclittica.